# La Riera (sèrie de televisió)
La Riera va ser una telenovel·la de TV3, estrenada el diumenge 10 de gener del 2010, 16 anys justos després de l'estrena de la primera telenovel·la de la cadena, Poblenou, en substitució d'El cor de la ciutat. La Riera va estar durant 8 anys en antena, amb 1.534 capítols, creada pel dramaturg i guionista televisiu David Plana. El 30 de maig del 2011 (T2), s'arriba el capitol 300. El 23 de maig del 2012 (T3), s'arriba al capitol 500 i el 20 de novembre de 2014 (T6) s'arriba al capitol 1000. Tot i que estava previst acabar-la amb set temporades, per un tema pressupostari de TV3, es decideix fer una vuitena, amb nous personatges principals i trames. El passat 7 desembre del 2016, Televisió de Catalunya va anunciar que, després de 8 temporades en antena, la Riera a juny del 2017 diria adeu definitivament. Finalment, aquest adéu es va materialitzar el dia 25 de juny de 2017.
La Riera va ser substituïda per la sèrie anomenada Com si fos ahir.

## Argument
La Riera és la història d'una família que regenta un restaurant en un poble fictici de la costa del Maresme que es diu Sant Climent, no gaire lluny de Barcelona. L'acció comença quan el patriarca de la família, l'Ignasi Guitart, reuneix la seva dona i els seus fills per explicar-los que deixarà la direcció del restaurant i marxarà del poble. La notícia, totalment inesperada per tothom, provoca una sotragada emocional i un canvi de rols a la família que seran el motor de la primera temporada de la sèrie.
Els quatre fills (Claudi, Ernest, Lluís i Sergi) i la mare (Mercè) seran els personatges principals al voltant dels quals giraran les trames principals. Tot i que hi haurà altres personatges potents, com la Lídia, la família Flaquer i els treballadors de la fonda.
La història segueix el punt de vista de cada personatge, no com una sèrie coral sinó com a vides creuades, fet que permet que les trames no es dispersin i els personatges siguin més complexos.

## Audiències
La Riera està tenint millors xifres d'audiències que la seva predecessora, El cor de la ciutat, tot comparant les dades de la primera temporada d'ambdues sèries.
| Temporada | Capítols    | Període d'emissió     | Espectadors | Quota (%) |
| --------- | ----------- | --------------------- | ----------- | --------- |
| Primera   | 1 a 131     | 10/1/2010 a 18/7/2010 | 366.000     | 19,3      |
| Segona    | 132 a 331   | 6/9/2010 a 17/7/2011  | 425.000     | 22,7      |
| Tercera   | 332 a 533   | 5/9/2011 a 15/7/2012  | 469.000     | 23,8      |
| Quarta    | 534 a 734   | 3/9/2012 a 15/7/2013  | 499.000     | 24,9      |
| Cinquena  | 735 a 942   | 2/9/2013 a 20/7/2014  | 461.000     | 24,2      |
| Sisena    | 943 a 1156  | 1/9/2014 a 26/7/2015  | 412.000     | 24,8      |
| Setena    | 1157 a 1344 | 7/9/2015 a 28/6/2016  | 384.000     | 21,8      |
| Vuitena   | 1345 a 1534 | 5/9/2016 a 25/6/2017  | 321.000     | 18,8      |

## Resum de temporades
| TEMPORADES               | SINOPSIS DE LES TRAMES PRINCIPALS |
| ------------------------ | --- |
| 1a TEMPORADA (2010)      | Ignasi Guitart, patriarca de la família Guitart-Riera comunica que va a viure a Madrid. La Mercè, que és la seva esposa, no accepta de cap de les maneres aquesta decisió. En Claudi el fill gran i la seva dona Lídia tenen un fill l' Adrià. Aquest es veu embolicat amb el suïcidi d'Àngel Parés i amb Anna Forasté. Més tard arriba a les seves vides el negoci de la Pineda, que els porta problemes amb la regidora Urbanisme de Sant Climent l'Estel Mas. El segon fill l'Ernest encara segueix enamorat de la mare de la seva filla Ariadna, la Sònia, però tant ell com ella tenen parella, en Jordi i la Laia. El tercer fill el Lluís i la seva actual parella Irene, juguen a jocs de rol sexual. És un home que acostuma a tenir problemes amb tot negocis, família, parelles... També hi ha la seva ex Carol que viu amb la seva única filla, la Sara. I, per acabar, hi ha en Sergi, el fill petit de la família que torna de treballar de Brussel·les amb la seva tieta, germana de la Mercè, la Mariona. Aquest entra a treballar a la cuina i crea problemes al seu tiet Mauri, la Maribel i la Valèria. Després hi ha en Nil i l'Ona que són els fills d'en Claudi. En Nil, no fa ni brot a la universitat i en Claudi l'encoloma a la Fonda. Més tard s'enamora de la cambrera del restaurant, la Marina, la qual té mal rotllo amb l'Ona. L'Ona és una noia que li agrada treballar. El seu xicot és en Daniel, el germà de la Maribel, que està a una classe social inferior a la d'ella. Més tard, aquesta, descobreix quina mena de persona és el seu pare. També hi ha la vida d'en Mauri i la Txell. Germà i neboda de la Mercè. En Mauri oculta un secret molt fosc des de fa molts anys que sortirà a la llum. |
| 2a TEMPORADA (2010-2011) | L'inici de la segona temporada comença amb l'enterrament de l'Ignasi. La Mercè continua amagant el seu secret als seus fills però tard o d'hora ho haurà de confessar algú. El secret de la pederàstia d'en Mauri està al descobert i la Mercè el vol ajudar a qualsevol preu, tant que mira de localitzar a la Marta (la nena abusada els anys 70 per en Mauri), però ell només vol recuperar la seva filla Txell. Ens trobem amb el matrimoni d'en Claudi i la Lídia més unit que mai, o això fan creure perquè en Claudi encara es continua veient amb l'Estel Mas. En el món de l'Ernest torna a estar amb la Sònia però està rabiós amb la seva mare perquè creu que ella va matar a son pare i el preu és apartar-la de l'Ariadna. La Sònia vol posar pau però aquesta rep una oferta de feina que li capgirarà la seva vida de fiscal. A més continua seguint el rastre per posar en Claudi i en Guillem Almeda a la presó. En Lluís viurà una etapa d'amor amb la Marina que ha tallat amb en Nil. Però el retorn de la Irene i el seu embaràs crearà grans problemes dins la família. En Sergi es mostrarà gelós per l'arribada a la cuina d'un ex de la Maribel, en Carlos, que de seguida se la posa a la butxaca i surten junts. En Balló continua a Sant Climent i ara amb parella, l'Eloi, un addicte als jocs de casino però que en Balló, n'està ben enamorat. Els dos continuen perseguint sexualment l'Oriol, la parella de la Mireia Flaquer recentment casada. L'Albert i la Núria tornaran a tenir un problema anomenat Joan, però aquest cop la fa tant grossa que deixa la Núria minusvàlida. Ell també tindrà problemes amb Mossèn Esteve. Al poble es parla de la possible relació amorosa entre la Mercè i l'Esteve a conseqüència del seu accident amb l'Ariadna. El retorn d'en Guillem Almeda al poble fa que un nou projecte empresarial passi per sobre d'en Claudi, en Balló, la Lídia i l'Ona: un hotel que volen aconseguir que es transformi en un casino. I a la cuina arriba el xef Casellas i continuen les mentides amb la Nora. |
| 3a TEMPORADA (2011-2012) | La Mercè continua al capdavant de Can Riera compartint el patrimoni amb en Lluís, en Sergi, l'Ernest i la Mariona. A més serà una etapa plena de retrets per la Mercè. El seu secret de l'Ignasi comença a cremar però no serà pas ella qui desmuntarà la família. Per la banda d'en Claudi, ell, en Guillem Almeda, en Balló i la Lídia obriran les portes del famós casino amb la negativa col·laboració d'en Roger Prats. En contra de la Sònia a qui no li farà gaire gràcia l'obertura del casino. La Lídia, a més tindrà una guerra oberta en vers en Roger Prats per les tortures vers el Guillem. Aquesta arribarà a extrems perillosos i fins i tot macabres. A la vida de l'Ernest es veurà afectada per a l'amor. Tindrà la Marta, la noia que va ser abusada per en Mauri, seran amants però la Sònia no trigarà gaire a descobrir què amaga el seu home. A la vida d'en Lluís es veurà marcada per tripijocs entre restaurants. l'embaràs de la Irene, la parella decideix tenir més fills. En Sergi continua perseguint a la Maribel. Ell decideix marxar de casa ara que la Mercè està amb en Toni, creu que fa nosa a casa. Més tard, contractarà a la cuina l'Olga, una noia que acaba de sortir de l'escola d'hostaleria. A Sant Climent, arriba la Judit, la primera dona d'en Claudi, mare d'Ona i el Nil que torna al poble al cap de 20 anys. A can Flaquer, es detecta que en Joan té una malaltia i ell se n'aprofita per estar a casa de sons pares. A més es troba al mig d'un merder provocat per la Jordina: el problema és amb un camell, l'Helena. La Mireia esmentarà l'error de treballar abans d'esgotar la baixa maternal. |
| 4a TEMPORADA (2012-2013) | Encetem nova temporada amb en retorn d'en Nil. El fill gran d'en Claudi que torna al poble després de passar 1 any a Lió. La Mercè sense tenir cap relació amb els seus fills Ernest i Sergi, mirara de recuperar-los. En el món del Claudi, començarà, com és evident, una nova guerra amb la Lídia per obrir un nou casino al Brasil. Aquest fet comporta que hagi de passar el seu 50% del negoci a en Nil. Mentrestant la Judit la mare d'en Nil mirarà de recuperar el seu fill, costi el que costi. A més, ella, la Lídia i en Nil es veuran immersos en un xantatge contra el casino que li farà retrobar a un antic amor, en Santi, i la farà tornar al món que la va portar a la ruïna i la pèrdua dels fills, la droga. En l'entorn de l'Ernest, s'enamorarà de la Raquel, la professora de reforç de l'Ariadna. En Lluís viu a Madrid amb la Carol. I el Sergi es veurà obligat a clausurar la seva història amb la Maribel ja que ella deixa la fonda per anar-se'n al Japó. Entra un nou inversor a la fonda el Grup Batea, aquí és on apareix el personatge de la Cristina una gestora que tindrà una història d'amor amb el Sergi a part que donarà molts problemes als treballadors del restaurant. |
| 5a TEMPORADA (2013-2014) | L'objectiu de la Mercè aquesta temporada serà recuperar la Fonda que es troba en mans del grup Batea. Amb la Cristina a dins, la podria ajudar. La seva vida farà un gran canvi, ja que aquesta patirà un ictus i la Fonda cada cop li quedarà més i més lluny. Començarà una nova relació amb l'editor Rafel. En Claudi ja té tot el casino per ell sol, però mai acaba d'estar del tot content. Vol que en Nil i en Teo li tornin tots els diners de l'estafa del casino amb interessos. També voldrà contractar un gerent amb molt de caràcter, en Martí. Que aquest tindrà una relació peculiar amb la Judit. L'Ona torna, al cap de dos mesos fora, a casa amb en Teo, casada i embarassada. Un matrimoni que haurà de superar moltes dificultats. Masses. A la vida de l'Ernest, ell ho deixarà tot perquè està malhumorat pel trencament amb la Raquel però per casualitat es troba la Marta pel carrer, es veu que segueixen sentint el mateix que quan eren amants a la tercera temporada i decideixen tenir una relació estable. També obrira un nou negoci amb el seu germà Sergi la Barra del Port. El tercer trimestre tornen el Lluís a Sant Climent amb ganes de denunciar a la Mercè i la Maribel que trasbalsarà la vida del Sergi, que es casa amb la Cristina i esperen una filla. |
| 6a TEMPORADA (2014-2015) | Per començar, ens trobem amb una Mercè rebutjada pels seus veïns (recordem que al final de temporada fou denunciada per en Lluís) i només tindrà un únic objectiu: recuperar Can Riera que està a mans d'en Balló. En Claudi, després de la mort d'en Guillem, vol reformar La Pineda junt amb la Lídia i en Martí. Després de finalitzar la seva relació amorosa amb la Mònica, que va fugir amb l'Ismael, rep una oferta per recuperar-se: una teràpia amb una dona: l'Àgata, que amaga molts i molts secrets. La Judit ha obert un diari digital per informar la comarca del Maresme, on farà públic fets de la comarca, denuncies i alguns temes una mica foscos. A més, la seva relació amb en Martí patirà, ja que ell confessa que és addicte al sexe. En el món de la Lídia, després de la mort de son pare, està tocada. Amb en Miquel malalt, greu, es deixa anar i coneix l'Omar, el reporter del diari de la Judit, es coneixeran i s'enamoraran com a dos jovenets. A la vida de l'Ernest, ell no pot suportar el judici de la seva mare i la presència d'en Lluís a Sant Climent i se'n va a Zuric una temporada. La Marta, que continua treballant a la Fonda, s'adona que ser mare, no és cosa fàcil. Ell torna al voltant de Nadal, amb el cap de canviar de vida però la cosa es complica quan es retroba amb la Raquel (la seva parella que va acabar fatal a la quarta temporada), ja que l'Ernest la tracta sense rancúnies i mirant de tancar ferides, això entre altres coses agreujarà la seva relació de parella amb la Marta. La Sònia té un xicot nou l'Oleguer un jutge que amaga algunes coses que no sabem i coses força grosses com per no fer el seu ofici. En Lluís, després de la denúncia contra la Mercè, continua al poble i es posa a treballar a la Barra. A poc a poc recuperarà el contacte i la confiança amb la família. En Sergi, amb un calvari que ni Déu pot solucionar, està amb la Maribel. La Cristina encara és al poble i dona a llum. La filla es diu Elvira contra el criteri d'en Sergi. En Sergi es veurà ficat entre la guerra Cristina-Maribel, una guerra que serà molt i molt forta i que molta gent en sortirà perjudicada. |
| 7a TEMPORADA (2015-2016) | Tot comença després de la mort de l'Ona, que és un cop molt dur per a la família Guitart-Riera. En Claudi només pensa en venjar-se, no pararà fins que mati al Balló, que això li portarà problemes amb l'Agata, que està embarassada de la seva filla, Miranda. La Judit també queda molt tocada per la mort de la seva filla això li provocarà apropar-se el Dani. L'Ernest, després de tallar la seva relació amb la Marta definitivament i deixar la Barra del Port, li surt una bona oportunitat de feina, que accepta i marxarà un temps llarg de Sant Climent. El Lluís, a causa de la salut de la mare que comença a tenir lapsus, farà de director de la Fonda. El Sergi continua amb la Maribel, treballant junts i com parella, guanyaran la seva primera estrella Michelin. Tot i que tindran les seves crisis puntuals de parella que afectaran a la resta de l'equip de cuina. La Lídia que segueix amb l'Omar, tindrà molta ansia de poder i s'enfrontarà amb la diputada Maria Monclús. La Sònia després de patir amb la mort de l'Oleguer coneixerà el Pau un home amb una situació complicada. Els Flaquers obriran el centre social Consol Faust. |
| 8a TEMPORADA (2016-2017) | En aquesta vuitena temporada, fa un salt en el temps, la Mercè està a punt de casar-se però no es veu amb qui. Llavors apareix un retol que diu mesos abans i comença la trama on es va acabar la setena temporada. Veiem que la família Guitart-Riera està molt dispersa, el Claudi molt enfeinat amb l'alcaldia, Ernest voltant pel món amb l'Àgata i la Miranda, Lluís dirigint la fonda i el Sergi que es veu que no acabat de reconciliar-se amb la Maribel, fot la culpa a la seva mare i no vol saber res d'ella. La Lídia està a la presó a l'espera de judici. Entren molts personatges nous com Robert Font un home que coneixerà la Mercè i te relació amb un personatge habitual de la sèrie, Emili Avellaneda un promotor immobiliari que licitarà un concurs de l'ajuntament, Àxel Vendrell un subxef que substitueix la Tilda a la fonda per un temps i tindrà amistat amb el Sergi, Darío Quiroga un policia Local que el Claudi el farà en el seu home de confiança, Raül Duarte un activista de Can Sureda (barri marginal de Sant Climent), Joana Ponsa una resident del mateix barri, que un derrocament d'un edifici del barri es queda vídua, també apareixeran els pares de la Rita (l'assistenta del centre social Consol Faust) que tindran una relació curiosa amb els Flaquers i l'Ània Jové una arquitecta que coneixerà en Lluís. |

## Fitxa tècnica
- Idea Original: David Plana
- Direcció Argumental (T1-T5): David Plana[14]
- Direcció Argumental (T6-T7): Eulàlia Carrillo i Eva Baeza[15]
- Direcció Argumental (T8-actualitat): Carmen Abarca[16]
- Equip de Guió: Eulàlia Carrillo, Héctor Lozano, Lara Sendim, Núria Furió, Sergi Pompermayer, Guillem Clua, Marta Buchaca, Cristina Clemente, Eva Baeza, Pau Miró i Núria Parera.
- Direcció Executiva: Jordi Roure
- Direcció de la sèrie: Esteve Rovira
- Direcció d'imatge: Laura Serra
- Realització: Pere Puig, Dani Ventura, Aina Ivern, Sergi Lara, Enric Banqué, Trinitat Manzanares i Maria Pinell
- Producció Executiva: Conxa Orea
- Producció de la sèrie: Jordi Parera i Miquel A. Vega
- Cordinadors de continguts: Joan Sol i Francesc Forés
- Música Original: Joan Valent
- Muntatge musical: Assumpta Caihuelas i J. L. Pantxulo
- Muntatge: Xavier Cacho i Lluís Cabeza
- Muntatge de so: Salva Pont
- Càsting: Pep Armengol i Laia Espot
- Disseny d'espai: Quim Prats
- Colorista: Marta Abella
- Ambientació: Àngels Carrió
- Direcció de Fotografia: Lluís Fernández
- Disseny de vestuari: Pepi Aubia
- Caracterització: Silvia Soler, Assumpta Soler i Marta López-Amor
- Assessora gastronòmica TVC: Tana Collados
- Assessora gastronòmica de la sèrie: Núria Baguena
- Col·laboradors: Consell Comarcal del Maresme i Ajuntament de Mataró

## Fitxa artística[calcitació]
Aquesta llista està ordenada alfabèticament pel primer cognom dels personatges. Entre parèntesis s'assenyalen les temporades en què ha aparegut cada personatge. Si el parèntesi acaba amb la paraula "actualitat", significa que en aquests moments tenen trames a la sèrie. La negreta al nom dels personatges indica que són protagonistes de la sèrie:
- Hugo Bassiner, com a Pau Abad (†) (T5)
- Gorka Lasaosa, com a Unax Aguirre (T4)
- Jordi Banacolocha, com a Jesús Aicart (†) (T5)
- Javier Beltrán, com a Lluc Albertí Gutiérrez (T3-T6)
- Jaume García Arija, com a Miquel Albertí Gutiérrez (†) (T3-T6)
- Albert Carbó, com a Isaac Alemany Esteve (T3 - T4)
- Joan Bentallé, com a Víctor Alemany Samper (T3-T4)
- Jaume Casals Vives, com a Bruno Alert (T6, - T8)
- Anna Sahun, com a Lídia Almeda Cirach (Cirach Almeda a partir de la cinquena temporada) (T1 - T8)
- Fermí Reixach, com a Guillem Almeda Sabater (†) (T1-T5)
- Núria Valls, com a Victòria Alsina (T2-T4)
- Vicky Luengo, com a Míriam Ambrós Santacana (T4-T7, T8)
- Màrius Hernández, com a Josep "Pitu" Arbós Castanyer (T1-T7)
- Blanca Casellas, com a Nerea Arqués Ponsa (T8)
- Céline Fabra, com a Íngrid Arroyo (T2)
- Roc Esquius, com a Cosme Artigas Pons (T6 - T8)
- Aleida Torrent, com a Isona Artigas Pons (T6 - T8)
- Ferran Rañé, com a Rafel Aubia (T4-T5,T7)
- Jorge Velasco, com a Aniol Aubia (T5-T6)
- Pep Anton Muñoz, com a Emili Avellaneda Ramoneda (T8)
- Jordi Samper, com a Iñaki Avellaneda (T8)
- Anna Casas, com a Leire Avellaneda (T8)
- Octavi Pujades, com a Gabriel Balcells Gómez (T4)
- Rosa Renom, com a Carme Balló (T3 - T8)
- David Bagés, com a Joan Anton Balló (†) (T1-T7)
- Sara Ponsetí, com a Amèlia Balló Martínez (T3 - T8)
- Andrew Tarbet, com a Alfred Banner (T6 - T8)
- Gerard Piqué, com a Francesc "Cesc" Banner Vilanova (T6 - T8)
- Miquel Fernández, com a Edgar Batea (T5)
- Lolo Herrero, com a Enric Batea (T4-T6)
- Jaume Bernet, com a Senyor Batea (T5)
- Anna Alarcon, com a Carolina "Carol" Benedi (T1- T8)
- Carme Abril, com a Núria Boix Faus (T1 - T8)
- Paula Blanco, com a Elisenda Bosch Alsina (T2,T3,T5,T7)
- Joan Crosas, com a Antoni "Toni" Bosch (T2-T3,T5)
- Eduardo Lloveras, com a Martí Bosch (T3, T5)
- Eduard Buch, com a Ferran "Nandu" Bruc (T3-T7)
- Miquel Àngel Barredo, com a Guim Busquets (T8)
- Jan Marc Barredo, com a Mateu Busquets (T8)
- Lluïssa Castell, com a Muriel Busquets (T7 - T8)
- Ivan Padilla, com a Marc Calleja Sánchez (T1)
- Annabel Totusaus, com a Rosalia Camprobí (T8)
- Maria Josep Pérez, com a Úrsula Camprobí (†) (T8)
- Joan Peris, com a Joaquim Canals (†) (T5)
- Llorenç Santamaria, com a Josep "Jota" Casares (T7)
- Xavi Sàez, com a Javier Casas (†) (T2,T3,T4)
- Juli Mira, com a Juan José "Juanjo" Casellas Marcos (T2,T3,T5,T7)
- Lluís Villanueva, com Martí Celaya Pons (T5-T6)
- Miquel Gelabert, com Marià Colom (T5)
- Marc Duxans, com a Jan Colomer Margarit (T3-T4, T8)
- Greta Fernández Berbel, com a Elisabet "Bet" Colomer Margarit (T3,T4,T5,T6,T7)
- Candela Serrat, com a Alba Comas (T4-T5)
- Helena Miquel, com a Tània Conde (T7)
- Félix Herzog, com a Ferran "Fer" Costa (T6)
- Pere Ventura (†), com a Francisco "Paco" Dalmau (T3)
- Cristina Segarra, com a Iolanda Darder Vic (T4)
- Jordi Collet, com a Raimon de Dalmau Sirvent (T1)
- Mercè Anglès (†), com a Glòria Delgado (T2)
- Marta Calvó, com a Teresa "Tere" Díaz (T6 - T8)
- Pere Molina, com a Raül Duarte (T8)
- Josep Linuesa, com a Frederic Enguita (T7-T8)
- Montserrat Carulla (†), com a Consol Faus Reixac (†) (T3-T5)
- Miranda Gas Peña, com a Bibiana Ferrer Monclús (T7 - T8)
- Maria Pau Pigem, com a Sònia Ferrés Barrio (T1-T7)
- Rubèn Serrano, com a Joan Flaquer Boix (T1,T2,T3 T4, T6 - T8)
- Margalida Grimalt, com a Mireia Flaquer Boix / Mireia Villanueva Vázquez (T1-T8)
- Sergi Mateu, com a Albert Flaquer Serra (T1 - T8)
- Alba Encabo, com a Patrícia Font Camprobí (T7 - T8)
- Pep Munné, com a Robert Font (T8)
- Maria Ribera, com a Anna Forasté Llenas (T1-T2)
- Cati Solivellas, com a Gisela Forn (T3-T4,T6-T8)
- Carles Sanjaime, com a Antonio Fuentes (T6)
- Jordi Martí, com a Charlie Fuentes (T6)
- Joan Carles Gustems, com a Osvald Fuentes (T5)
- Lisa Bujosa, com a Gemma Fuster (T6)
- Laura Sancho, com a Gràcia Fuster (T6)
- Santi Pons, com a Xavier Gaillart (T7-T8)
- Santi Ricart, com a Joaquim Gamell (T7-T8)
- Santi Monreal, com a Federico "Fredy" García (†) (T5)
- Salvador Carol, com a Leonardo "Leo" García (†) (T6)
- Quim Vila, com a Josep Garrido Pons (T1 - T2)
- Alícia Pérez Borràs, com a Marta Giralt (T2-T3,T5-T8)
- Òscar Intente, com a Santiago "Santi" Guerrero (T2-T4)
- Ashwin Lama (T1-T4) i Roc Beltran (T4-actualitat), com a Adrià Guitart Almeda (T1 - T8)
- Emma Molina, com a Sara Guitart Benedi (T1-T8)
- Paula Jornet, com a Ariadna Guitart Ferrés (T1- T8)
- Clara Cayelas, com a Elvira Guitart Padró (T6 - T8)
- Aran Lozano, com a Miranda Guitart Piera (T7)
- Peter Vives, com a Nil Guitart Pla (T1-T2, T4-T5, T7-T8)
- Clàudia Costas, com a Ona Guitart Pla (†) (T1-T6)
- Pere Arquillué, com a Claudi Guitart Riera (†) (T1 - T8)
- David Selvas, com a Ernest Guitart Riera (T1-T7)
- Jordi Cadellans, com a Lluís Guitart Riera (T1-T3, T5-T8)
- Jordi Planas, com a Sergi Guitart Riera (T1-T8)
- Jesús Ferrer (†), com a Ignasi Guitart Torruella (†) (T1)
- Nil González, com a Llorenç "Llorencet" Guitart Mateu (T3, T5, T6 - T8)
- Marieta Sánchez, com a Fàtima Heras Briones (T5-T8)
- Christian Caner, com a Manolo Herrero (T8)
- Mercè Llorens, com a Ània Jové Fargas (T8)
- Belén Blanco, com a Valeria Kleimer Weber (T1)
- Juli Fàbregas, com a David Lerroy (T4)
- Xavier Noms, com a Blai Llorca (T6)
- Víctor Pi, com a Roland Llorca (†) (T6)
- Mercè Martínez, com a Nora López Forns (T1-T8)
- Pere Brasó, com a Julià López (T3 - T4)
- Rosa Boladeras, com a Imma Margarit Alonso (T2-T8)
- Adrià Salazar, com a Èric Marsé Conde (T7)
- Anna Cortés, com a Fanny Marsé Conde (T7)
- Quim Àvila, com a Saül Marsé Conde (T7)
- Sergio Caballero, com a Pau Marsé (T7)
- Míriam Tortosa, com a Jordina Martí Gómez (T2-T3)
- Noemí Costa, com a Isabel Martínez Segura (†) (T3)
- Andrea Montero, com a Estel Mas Canals (†) (T1-T2)
- Gal Soler, com a Arnau Mas Vergés (†) (T2)
- Manel Barceló, com a Hilari Matas (T5)
- Andreu Sans, com a Eloi Mateu Anglada (T1 - T2)
- Sílvia Forns, com a Irene Mateu Delgado (T1,T2,T3,T5,T6,T8)
- Òscar Molina, com a Llorenç Mateu (T2 - T3)
- Noël Olivé, com a Helena Mateos (T3)
- Luca Bonadei, com a Andreu Minguella (T1)
- Toni Mira, com a Ramon Miralpeix (T4)
- Maria Lanau, com a Laura Molas (T2)
- Mark Ullod, com a Eduard Molina (†) (T5 - T6)
- Ernesto Collado, com a Oleguer Molins (†) (T6)
- Montse Guallar, com a Maria Monclús (T7 - T8)
- Lluís Elías, com a Mossèn Artur (T3 - T6)
- Carme Elías, com a Pilar Moya (†) (T5)
- Mariona Casanovas, com a Rosa Navarro Murcia (T1 -T3)
- Susana Fawaz, com a Olga Nebot Carlemany (T3)
- Toni Sevilla, com a Fèlix Muntaner (T6 - T7)
- Albert Salazar, com a Marçal Muntaner Díaz (T6 - T8)
- Fèlix Pons, com a Salvador "Salva" Nubiola Ripoll (T4 - T7)
- Albert Triola, com a Bernat Olivella (T1 - T7)
- Cristina Plazas, com a Cristina Padró Rodríguez (T3-T8)
- Albert Forner, com a Jose Padró (†) (T4-T6)
- Toni Martínez, com a Jaume Padrós (T6)
- Joan Muntal, com a Oriol Palau Carreras (†) (T1 - T3)
- Clara Bellmunt, com a Natàlia Palau Flaquer (T2 - T8)
- Margarita Ponce, com a Èrica Paredes Moll (T1 - T8)
- Xavi Ripoll, com a Àngel Parés Miró (†) (T1)
- Jordi Pla, com a Maties Peña (T5, T6)
- Alain Hernandez, com a Francisco "Tito" Peña (T5 - T6)
- Ramon Vila, com a Ricard Pereira (T1 - T8)
- Jaume Madaula, com a Daniel "Dani" Pereira López (T1 - T8)
- Montse Morillo, com a Maria Isabel "Maribel" Pereira López (T1 - T8)
- Anton Dalmau, com a Enrique "Quique" Pereira López (T1 - T2)
- Núria Hosta, com a Lola Penyalver (T7)
- Josep Minguell, com a Sebastià Piera López (T6 - T8)
- Xavi Sais, com a Josep Maria Pinyol (T8)
- Laura Conejero, com a Judit Pla Orús (T3-T8)
- Sílvia Aranda, com a Joana Ponsa (†) (T8)
- Paul Berrondo, com a Carlos Portal (T1-T7)
- Xavier Boada, com a Roger Prats (†) (T2-T3)
- Maria Molins, com a Àgata Puig/ Àgata Piera (T6 - T8)
- Roser Ràfols, com a Lucía Puig (T5 - T6)
- Itziar Fenollar, com a Montserrat "Montse" Portes Rull (T1)
- Manuel Dueso, com a Esteve Puig Cantó (T1 - T2)
- Tony Corvillo, com a Simó Quadras (T5)
- Marina Gatell, com a Griselda Quevedo (T7 - T8)
- Albert Pérez, com a Pau Quintana (†) (T2)
- Roger Casamajor, com a Darío Quiroga (T8)
- Carol Rovira, com a Susana "Susi" Quiroga (T8)
- Borja Tous, com a Alfons Raventós (T5, - T8)
- Marina Comas, com a Candela Raventós (†) (T5, - T8)
- Lua Amat, com a Íria Raventós (T5, - T8)
- Queralt Albinyana, com a Meritxell "Txell" Riera Barceló (T1, T2, T4)
- Carmen Balagué, com a Mariona Riera Sarsa (T2, T5)
- Mercedes Sampietro, com a Mercè Riera Sarsa (T1 - T8)
- Francesc Lucchetti (†), com a Maurici "Mauri" Riera Sarsa (†) (T1 - T2)
- Clàudia Bassols, com a Laia Ripoll (T1)
- Josep Julien, com a Pere Roman (T2)
- Joan Sureda, com a Eduard Romera Carrasco (T2, T5)
- Toni-Lluís Reyes, com a Òscar Ruiz Serrano (T4 - T8)
- Edgar Moreno, com a Jonàs Ruyra (T7 - T8)
- Raül Tortosa, com a Ismael Sala (T5)
- Santi Bayón, com a Andreu Sans (T6 - T8)
- Daniel Sicart Serra, com a Jofre Sans (†) (T3 - T4)
- Pepa López, com a Andrea Santacana Espasa (T4 - T5)
- Miguel Àvila, com a Aleix Saporo Guitart (T5-T7)
- Miquel Sitjar, com a Teodor "Teo" Saporo (†) (T4 - T5)
- Andreu Banús, com a Tomàs Sastre (T3)
- Aurea Màrquez, com a Rebeca Segarra (T8)
- Mònica Lucchetti, com a Àngels Segura (T3 - T5)
- Hugo Alejo, com a Amat Serra (†) (T6)
- Marc Ribera, com a Pasqual Sitjà (T7 - T8)
- Oriol Ruiz, com a Agustí Solà Camps (T3)
- Sergi Misas, com a Jordi Sunyer (†) (T4)
- Carlos Serrano, com a Dídac Tàpia Baltrà (T5)
- Irene Pereira, com a Paula Tàpia Baltrà (T4 -T6)
- Jordi Martínez Vendrell, com a Eusebi Torres (T8)
- Montse Pérez (†), com a Remei Torres (T8)
- Roser Tapias, com a Enriqueta "Rita" Torres (T7 - T8)
- Bea Segura, com a Mònica Triola (T5)
- Cristina Dilla, com a Sílvia Tubau (T4)
- Toni Muñoz, com a Ferran Ustrell López (T1 - T3)
- Marc Darbra, com Adam Valls (T6 -T8)
- Estel Solé, com a Marina Vallverdú Roig (T1,T2,T3,T4,T6)
- Blanca Apilánez, com a Aurora Vázquez (T4)
- Marc García Coté, com Àxel Vendrell (T8)
- Joan Dausà, com a Nicolàs "Nico" Ventura Miralles (T4-T5)
- Cèlia Pastor, com a Raquel Ventura Miralles (T4-T6)
- Jaume Comas, com a Domènec Vidal (T2-T8)
- Adrià Collado, com a Omar Vila (†) (T6-T8)
- Marta Bayarri, com a Matilda "Tilda" Vilanova (T5-T8)
- Marta Castellote, com a Eulàlia "Lali" Villanueva Vázquez (T4,T7)
- Quim Lecina, com a Josep "Pep" Villanueva (T4)
- Carme Fortuny, com a Maria Dolors Volpi (T5-T7)
- Joan Picó, com a Hamid Zaki (T2, T3, T5, T6)

A partir d'aquí s'ordenen els personatges per nom alfabèticament, ja que no tenen cognom assignat.
- Mayka Dueñas, com a Antònia (T8)
- Bruno Bergonzini com a Dimas (†) (T6-T7)
- Pep Pla, com a Elies (†) (T6 - T7)
- Rikar Gil (†), com a Gaspar (T7)
- Mercè Arànega, com a Menchu (T8)
- Laia Alberch, com a Milena (T6 - T7)
- Sergi Cervera com a Narcís (T5)
- Montserrat García Sagués com a Neus (T6-T8)[17]
- Anna Azcona, com a Tina (T5, T7 - T8)
- Teresa Manresa, com a Valentina (T6)

## Premis i reconeixements
- 2010 - Premi Tastum del Fòrum Agroalimentari de Catalunya.[18]
- 2010 - Millor ficció autonòmica, Acadèmia de TV